# Зурлести скунксове
Зурлестите скунксове (Conepatus) са род бозайници от семейство Скунксови (Mephitidae). Те са местен вид за Северна и Южна Америка. Имат бели гърбове и опашки и черна долна част на тялото.

## Класификация
Съществуват четири живи вида зурлести скунксове:
| Име                                                      | Изображение | Разпространение                                                            |
| -------------------------------------------------------- | ----------- | -------------------------------------------------------------------------- |
| Южноамерикански скункс (Conepatus chinga)                |             | Чили, Перу, Северна Аржентина, Боливия, Парагвай, Уругвай и Южна Бразилия  |
| Патагонски зурлест скункс (Conepatus humboldtii)         |             | Патагонски региони на Южна Аржентина                                       |
| Северноамерикански зурлест скункс (Conepatus leuconotus) |             | Тексас, Ню Мексико, Аризона (САЩ), Мексико, Гватемала, Хондурас, Никарагуа |
| Ивичест зурлест скункс (Conepatus semistriatus)          |             | Южно Мексико до северно Перу и в далечния изток на Бразилия                |

Северноамериканските зурлести скунксове (Conepatus leuconotus) преди са разделяни на два вида: западен (C. mesoleucus) и източен (C. leuconotus), но впоследствие е установена тяхната идентичност и понастоящем се считат за един вид.

### Изчезнали видове
- † Conepatus robustus
- † Conepatus sanmiguelensis
- † Conepatus suffocans

## Местообитание
Там, където ареалът на зурлестите скунксове съвпада с този на обикновения скункс, местното разпространение на видовете е практически еднакво. 
Зурлестите скунксове живеят близо до водни течения, където растителността е изобилна и предлагането на храна е най-изобилно, или в каньони и по скалисти планински склонове.
За защита зурлестите скунксове създават свои собствени дупки, обикновено в бряг, или под скала, или корените на дърво, но не се колебят да завладеят изоставените дупки на други животни или естествени кухини сред скали. Поради строго нощните си навици, те обикновено се срещат много по-рядко от обикновените скунксове, дори в места, където са многобройни. Местообитанията могат също да включват скалисти терени и речни корита в пустинни храсталаци и мескитни пасища.
Редките наблюдения на северноамериканския зурлест скункск пораждат опасения относно природозащитния му статут.

## Хранителни навици
Въпреки че както петнистите, така и обикновените скунксове се хранят предимно с насекоми, зурлестите скунксове са още по-насекомоядни по отношение на хранителните си навици. Изглежда, че зурлестата муцуна се използва постоянно с цел изкореняване на бръмбари, ларви на бръмбари (или личинки) и ларви на различни насекоми от земята.